# مجلس الشورى البحريني 2018
مجلس الشورى البحريني 2018 (الفصل التشريعي الخامس) من 12 ديسمبر 2018 حتى 12 ديسمبر 2022، تشكل المجلس بموجب الأمر الملكي رقم 59 لسنة 2018  الذي أصدره صاحب الجلالة الملك حمد بن عيسى آل خليفة ملك البحرين وترأس المجلس علي صالح الصالح والذي يشغل المنصب منذ 15 ديسمبر 2006.

## أعضاء مجلس الشورى
- علي صالح الصالح رئيس مجلس الشورى
- جمال محمد فخرو النائب الأول لرئيس مجلس الشورى
- جميلة علي سلمان النائب الثاني لرئيس مجلس الشورى منذ 13 أكتوبر 2019
- هالة رمزي فايز النائب الثاني لرئيس مجلس الشورى سابقاً من 12 ديسمبر 2018 حتى 13 أكتوبر 2019
- الدكتورة أبتسام محمد الدلال
- الدكتور أحمد سالم العريض
- أحمد مهدي الحداد
- بسام أسماعيل
- جمعة محمد الكعبي
- الدكتورة جهاد عبدالله الفاضل
- جواد حبيب الخياط
- جواد عبدالله عباس
- حمد مبارك النعيمي
- خالد حسين المسقطي
- صباح سالم الدوسري
- درويش أحمد المناعي
- دلال جاسم الزايد
- رضا إبراهيم منفردي
- رضا عبدالله علي
- سبيكة خليفة الفضالة
- سمير صادق البحارنة
- صادق عيد آل رحمة
- الشيخ عادل عبدالرحمان المعاودة
- عبد الرحمان محمد جمشير
- الدكتور عبدالعزيز حسن أبل
- الدكتور عبدالعزيز عبدالله العجمان
- عبدالله خلف الدوسري
- عبدالوهاب عبدالحسن المنصور
- علي عبدالله العرادي
- فؤاد أحمد الحاجي
- فاطمة عبدالجبار الكوهجي
- فيصل راشد النعيمي
- الدكتور محمد علي حسن
- الدكتور محمد علي الخزاعي
- الدكتور منصور محمد سرحان
- منى يوسف المؤيد
- نانسي دينا خضوري
- نوار علي المحمود
- ياسر إبراهيم محمد حميدان
- يوسف أحمد الغتم

## أدوار الانعقاد

### قائمة أدوار انعقاد مجلس الشورى البحريني 2018
| دور الانعقاد        | بداية الفترة   | نهاية الفترة |
| ------------------- | -------------- | ------------ |
| دور الانعقاد الأول  | 12 ديسمبر 2018 | 14 مايو 2019 |
| دور الانعقاد الثاني | 13 أكتوبر 2019 | 18 مايو 2020 |
| دور الانعقاد الثالث | 11 أكتوبر 2020 | 10 مايو 2021 |
| دور الانعقاد الرابع | 10 أكتوبر 2021 | 9 مايو 2022  |